# Un certo giorno
Un certo giorno è un film del 1969 diretto da Ermanno Olmi.

## Trama
Bruno, un pubblicitario in carriera, coglie l'occasione di una crescita professionale a causa del ritiro anticipato di un dirigente per motivi di salute. Il lavoro frenetico dovuto al lancio di un nuovo prodotto e una relazione extraconiugale con una dipendente molto più giovane di lui lo portano a trascurare famiglia ed affetti.
Un giorno, durante un trasferimento di lavoro, urta il carretto di un operaio che, per circostanze sfortunate, in seguito muore. La sua vita viene bruscamente sconvolta e Bruno ha modo di fermarsi, riflettere e rimettersi in discussione.

## Critica
Paolo Mereghetti (1993): **½
«Elogio della famiglia nei toni mesti e meditativi diventati tipici di questo regista cattolico, interessato più alla pulizia morale che ai condizionamenti sociali.»
Film molto fuori dai canoni tradizionali, la maggior parte degli attori impegnati non erano professionisti e all'inizio non vi sono titoli di testa che descrivono nomi degli attori, tecnici e titolo del film.